# Bete Meskel
Bete Meskel (ou Bêta Masqal ou Maskal ou Sainte Croix) "la maison de la Croix", est une chapelle éthiopienne orthodoxe située à Lalibela, dans l’Amhara, en Éthiopie. 
C’est une des onze églises rupestres de la ville. Elle fait partie du groupe de six églises situé au Nord-Ouest.

## Description
De type semi-monolithique, de forme allongée, aménagée dans le rempart naturel de la cour-fosse de 
Beta Maryam, son espace intérieur est divisé par quatre piliers. De nombreuses croix grecques en relief décorent l'intérieur et justifient son nom. 
À l'extérieur, l'unique façade, orientée au Sud est ornée de dix jolies arcades aveugles en bas-relief qui symboliseraient les Dix-Commandements. Cette face mesure 23 m de long pour 3,4 m de haut.
Le "trésor" comprend une croix de procession en laiton du XIIe siècle.

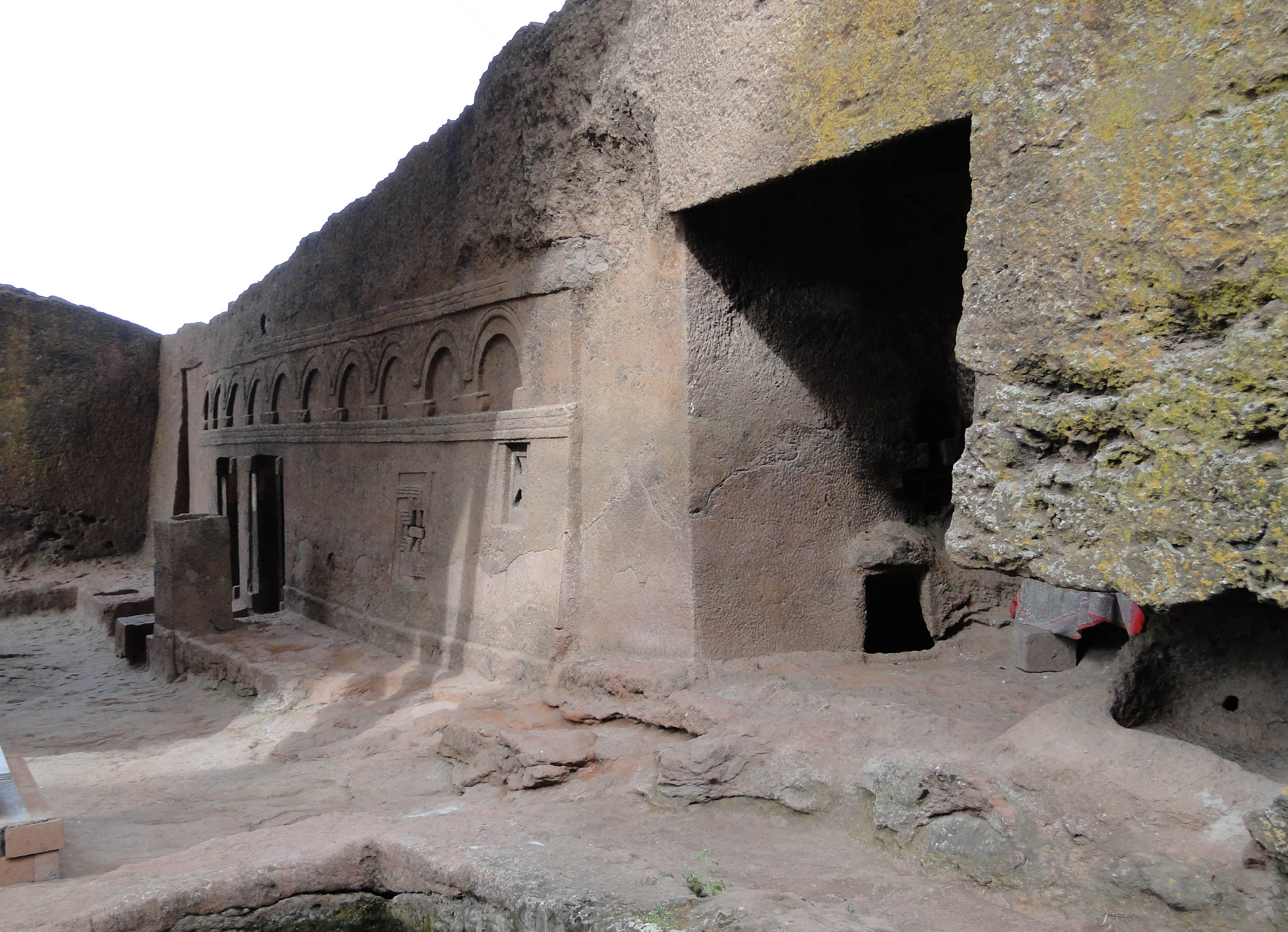
La façade et ses arcades.
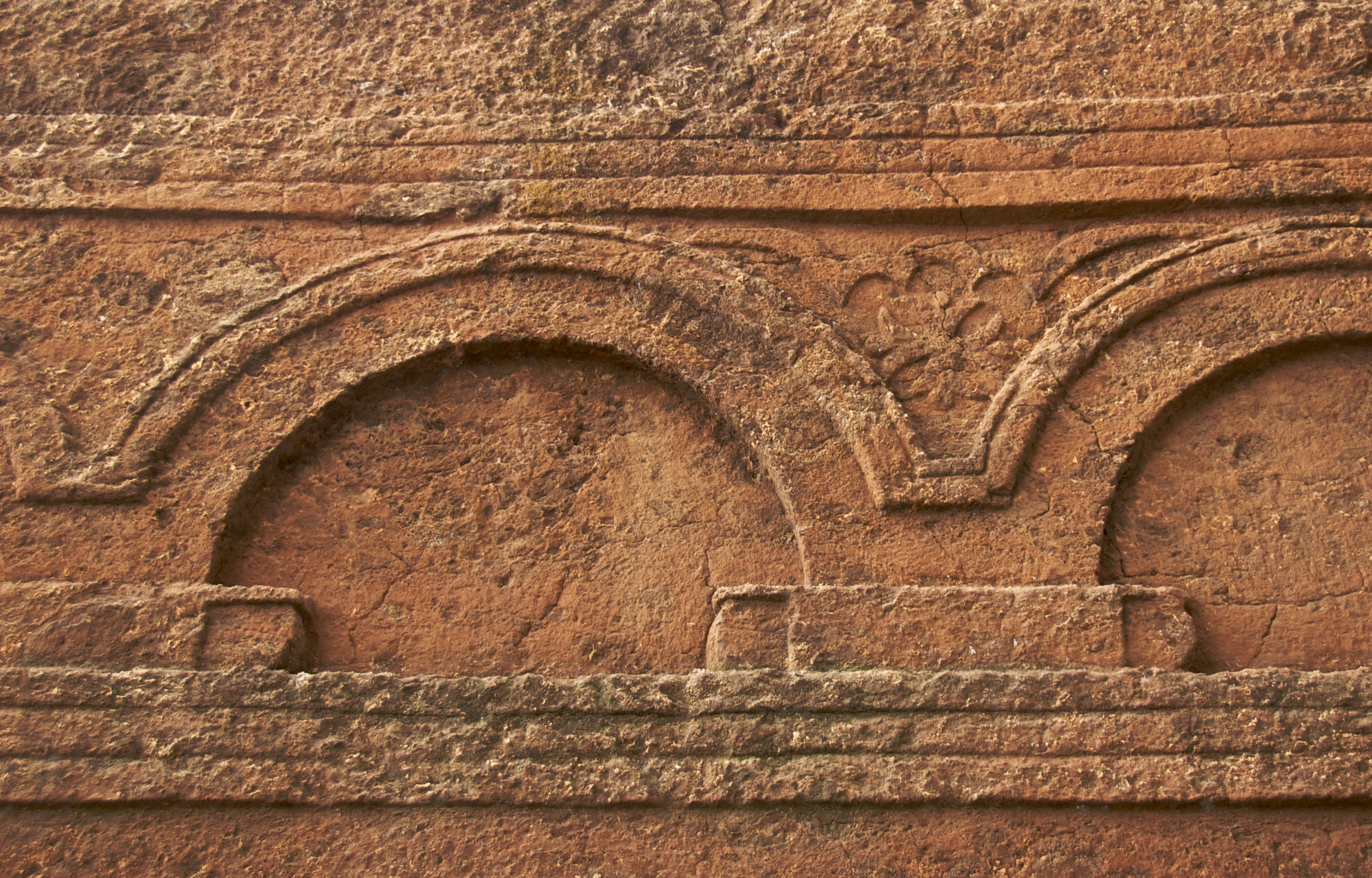
Détail des arcades.
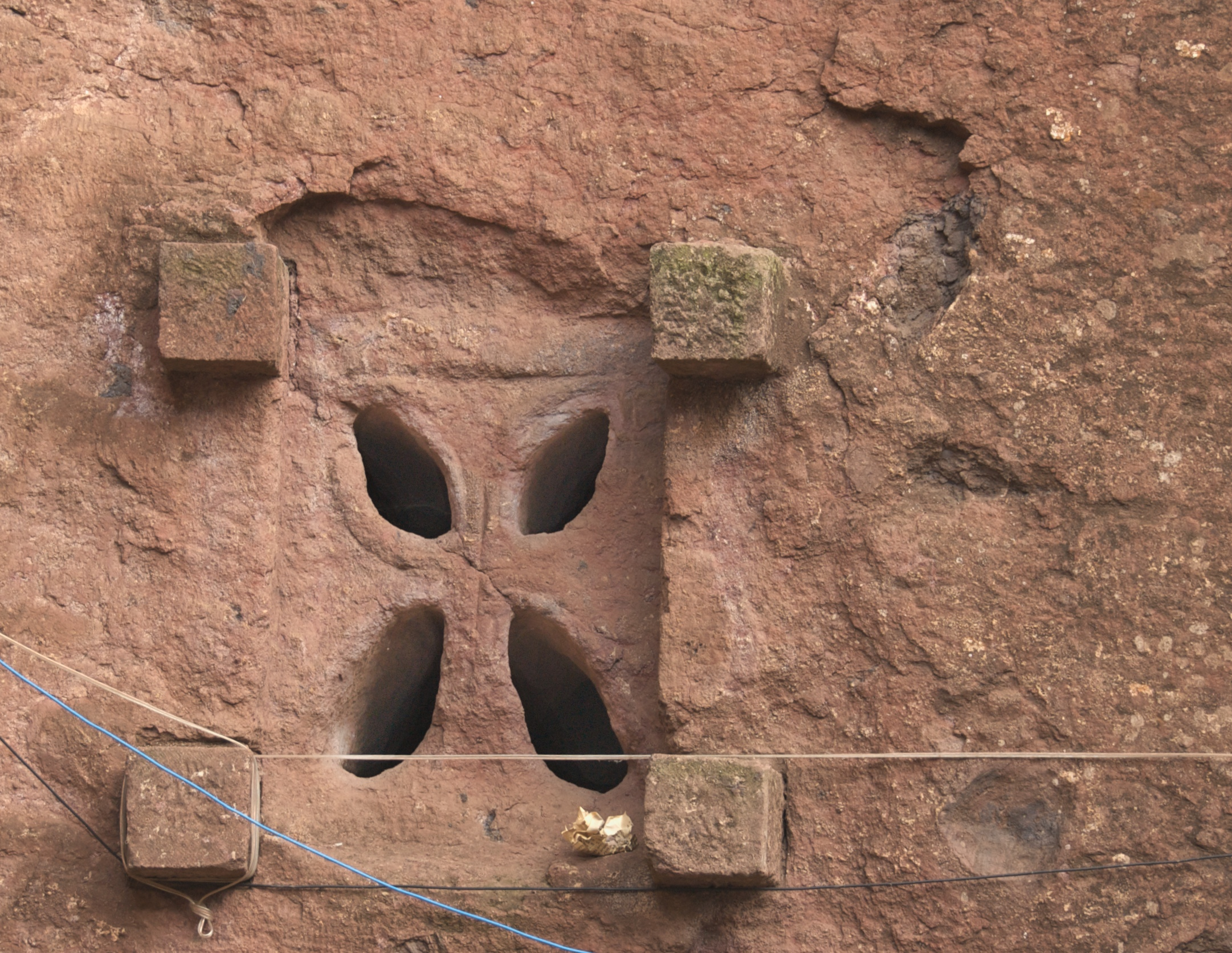
Détail d'une fenêtre.
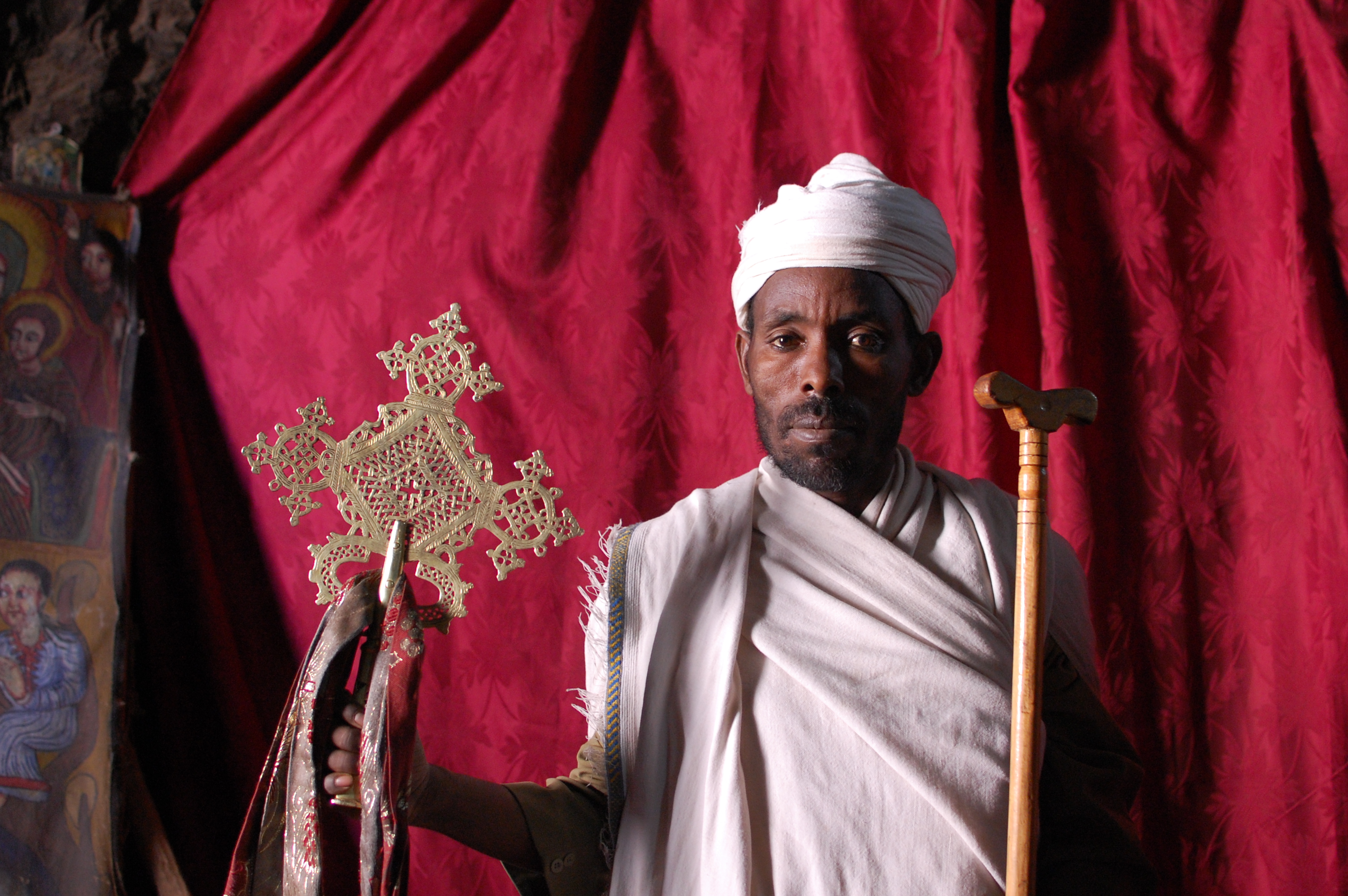
Prêtre de Bet Meskel.